# Varese (província)
A província de Varese é uma província italiana da região da Lombardia com cerca de 812 477 habitantes, densidade de 678 hab/km². Está dividida em 141 comunas, sendo a capital Varese.
Faz fronteira a norte e a este com a Suíça (Cantão do Tessino), a este com a província de Como, a sul com a província de Milão e Província de Monza e Brianza e a oeste com a região do Piemonte (província de Novara e província do Verbano Cusio Ossola).
Foi constituída a 2 de janeiro de 1927 incluindo comunas da província de Como e de Milão.